# 冬天的梦
《冬天的梦》（英語：Winter Dreams）是美国作家斯科特·菲茨杰拉德于1922年12月发表于《大都市》杂志的一部短篇小说，被收录到1926年的短篇小说集《那些忧伤的年轻人》，是菲茨杰拉德最优秀的小说之一，并经常被选用。它被认为是盖茨比一类的小说，因为书中的许多主题在菲茨杰拉德于1925年出版的著名小说《了不起的盖茨比》中得到了扩展。
1925年6月，在写给编辑麦克斯威尔·柏金斯的一封信中，菲茨杰拉德将《冬天的梦》描述为“盖茨比形象的第一个原型。” 

## 情节
德克斯特·格林（Dexter Green）出身于中产家庭，一心想成为上流社会的精英。他提到自己出生于明尼苏达州的基博尔（Keeble）。他的父亲拥有镇上的第二大杂货店。少年时代，他在明尼苏达州的黑熊湖（暗指现实中的白熊湖，菲茨杰拉德曾在那里的帆船俱乐部住了很短的一段时间）的一个高尔夫俱乐部当球童。在俱乐部中，德克斯特遇见了朱迪·琼斯（Judy Jones）并且为她父亲莫蒂默·琼斯（Mortimer Jones）工作。而德克斯特显然对她有好感。一天，当他被要求当朱迪的球童时，他辞掉了工作：他不能忍受成为她的仆人。
大学毕业之后，德克斯特与人合伙开了一家洗衣店。他回到了雪莉岛高尔夫球俱乐部，收到了与那些他少年时期服侍过的人打高尔夫的邀请。在高尔夫球场上他再次见到了朱迪·琼斯，这时她已经出落得异常美丽。在当晚，德克斯特游到了湖边的竹筏上，碰巧遇到了骑着汽艇的朱迪·琼斯。这次相遇之后，朱迪邀请德克斯特吃晚饭，他们的故事就开始了。他很快就发现他是围着朱迪打转的十二个男人之一。
十八个月后德克斯特与艾琳·舍雷尔（Irene Scheerer），一个善良却长相平平的姑娘，订了婚，这时朱迪正在佛罗里达州度假。然而，当朱迪回来时，她再次俘获了他的心并说要嫁给他，于是德克斯特解除了与艾琳的婚约。不料这旧情复燃一月而灭。为了缓解巨大的悲痛，德克斯特立即报名参加了第一次世界大战。
一战结束七年后，德克斯特在纽约市成为了一名商人，变得富有而显赫，很多年都没有再回去家乡。有一天，一个来自底特律名叫达夫林（Devlin）的人与德克斯特谈点买卖。他提到了朱迪·辛姆士（Judy Simms，就是之前的朱迪·琼斯）——他好朋友的妻子——如何变成了一个家庭主妇。德克斯特非常好奇，还听到朱迪美貌逝去；她的丈夫对她非常粗暴。这个消息沉重打击了德克斯特因为他仍然爱着朱迪。之后德克斯特意识到冬天的梦结束了，他再也回不到曾经的家乡。